# Lisna Slobidka, Colomeea
Lisna Slobidka (în ucraineană Лісна Слобідка) este o comună în raionul Colomeea, regiunea Ivano-Frankivsk, Ucraina, formată numai din satul de reședință.

## Demografie
Componența lingvistică a comunei Lisna Slobidka
     Ucraineană (99,64%)
     Alte limbi (0,36%)
Conform recensământului din 2001, majoritatea populației comunei Lisna Slobidka era vorbitoare de ucraineană (99,64%), existând în minoritate și vorbitori de alte limbi.